# Arístides Rojas
Arístides Belisario Rojas Espaillat (Caracas, 5 de noviembre de 1826 - ibídem, 4 de marzo de 1894) fue un escritor, naturalista, médico, historiador y periodista venezolano. Considerado uno de los más notorios divulgadores científicos que ha tenido Venezuela, destacó por sus contribuciones sobre temas científicos, históricos y geográficos.

## Trayectoria
Nació en Caracas el 5 de noviembre de 1826. Sus padres, José María de Rojas Ramos y Dolores Espaillat, eran dominicanos, residenciados en Venezuela desde 1821 y nacionalizados en 1822, tras la Ocupación haitiana de Santo Domingo. Su padre era hermano del prócer dominicano Benigno Filomeno de Rojas.  Sus hermanos fueron José María Rojas Espaillat, destacado abogado y diplomático, así como Carlos Eduardo y Marco Aurelio Rojas Espaillat, pioneros de los estudios entomológicos en Venezuela.
Estudió en el “Colegio de la Independencia” de Feliciano Montenegro y Colón, y en 1844 entra en la universidad a estudiar filosofía. A partir de 1846 empieza sus estudios en medicina con el Dr. José María Vargas, y obtiene su grado en 1852. Se desempeña durante unos años como médico rural en el Estado Trujillo. Posteriormente viaja a Estados Unidos, Europa y Puerto Rico, donde asiste a diversos cursos y actividades culturales y científicas, y en 1863 regresa a Venezuela.
Fue vicepresidente de la ”Sociedad de Ciencias Físicas y Naturales”, en donde trabajó junto a Adolfo Ernst, y durante varios años publicó escritos divulgativos sobre la ciencia y la naturaleza. 
En 1870  Arístides Rojas y sus hermanos Carlos Eduardo, José María, Milcíades, Teófilo, Sofía y Marco Aurelio decidieron publicar el Almanaque Rojas que sirviera de promoción a la casa comercial Almacén Rojas, fundada por José María de Rojas Mejia en 1838, y que ahora regentaban luego del fallecimiento de su padre.
En 1873 se casa con Emilia Ugarte, pero un año después su esposa muere durante el parto de una niña, quien también fallece horas después. 
En 1876 publica "Un libro en prosa. Miscelánea de Literatura, Ciencia e Historia", en el que recoge varios textos que ha publicado previamente en revistas y periódicos. 
En los últimos años de su vida se dedica principalmente a escribir sobre temas históricos y sobre folklore. En 1878 publica "Estudios Indígenas. Contribución a la historia antigua de Venezuela".
Murió el 4 de marzo de 1894. Desde el 21 de septiembre de 1983 sus restos descansan en el Panteón Nacional de Venezuela.